# أنتوني كوكس (منتج أفلام)
أنتوني كوكس (بالإنجليزية: Anthony Cox)‏ هو منتج أفلام بريطاني وأمريكي، ولد في 1937.

## وصلات خارجية
- أنتوني كوكس على موقع IMDb (الإنجليزية)
- أنتوني كوكس على موقع قاعدة بيانات الفيلم (الإنجليزية)